# Glande para-urétrale
 (décembre 2020).
Si vous disposez d'ouvrages ou d'articles de référence ou si vous connaissez des sites web de qualité traitant du thème abordé ici, merci de compléter l'article en donnant les références utiles à sa vérifiabilité et en les liant à la section « Notes et références ».
La dénomination Glandulae paraurethrales femininae ou « glandes para-urétrales de la femme » est attestée dans la publication de la Terminologie anatomique en 1998. Depuis sa mise à jour en 2020, cette publication internationale et officielle ajoute pour l'entrée 3440 (Glandulae paraurethrales femininae) les termes latins Prostata Feminina ainsi que les termes anglais Female prostate, soit Prostate féminine en français, termes que nous utiliserons à présent dans cet article. Il est à noter que les termes Skene's glands (glandes de Skene) figurent encore dans cette mise à jour. Néanmoins, selon Milan Zaviačič, la prostate féminine ne devrait pas être confondue avec les glandes de Skene (également nommées glandes bulbo-urétrales, décrites par le gynécologue écossais Alexander Skene (1838-1900) qui leur donne son nom) ni avec les glandes de Bartholin (également nommées glandes vestibulaires majeures) en raison de : 
- leur position dans l'appareil génital (à l'intérieur de la paroi de l'urètre, cf. Zaviačič, p. 123[3]) ;
- de la spécificité de leurs sécrétions (la phosphatase acide prostatique) ;
- parce que les sécrétions ne s'écoulent pas par de petits conduits ouverts autour du méat urétral[4] mais bien par l'urètre lui-même.

## Histoire
Les glandes para-urétrales ont été découvertes et décrites par Regnier de Graaf (1641-1673). Ainsi il est fait mention de leur existence dans son ouvrage « De Mulierum Organis » (« Des Organes des Femmes ») publié en 1672. Elles sont alors dénommées : « Prostatarum sive glandulosi corpori », « Prostate ou corps glandulaire ».

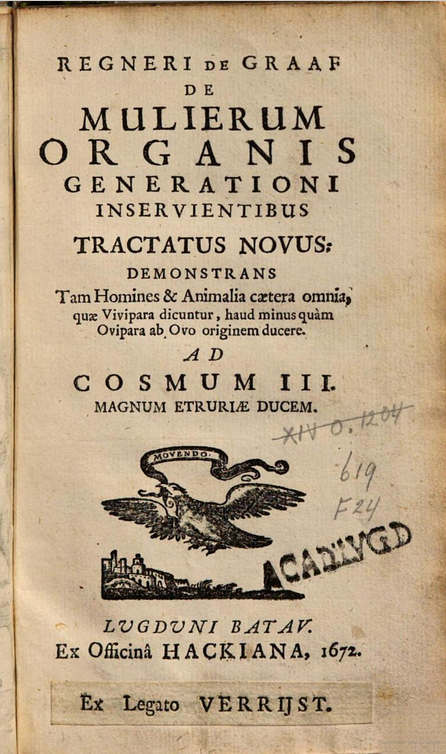
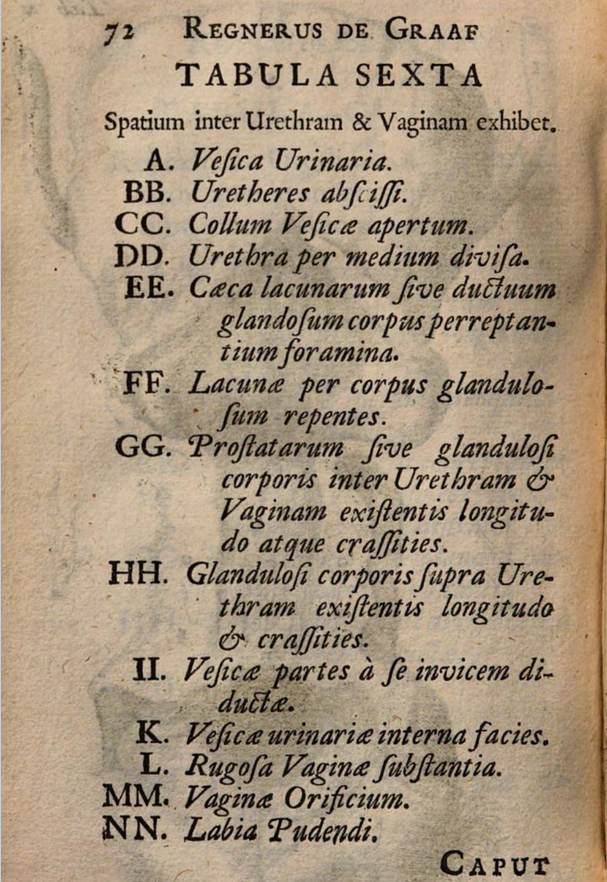
Légende de l'illustration anatomique no 6 : « GG : Prostatarum sive glandulosi corpori inter urethram et vagina existensis longitudo et crassities. » : GG : La longueur et l'épaisseur de la prostate ou du corps glandulaire existant entre l'urètre et le vagin.
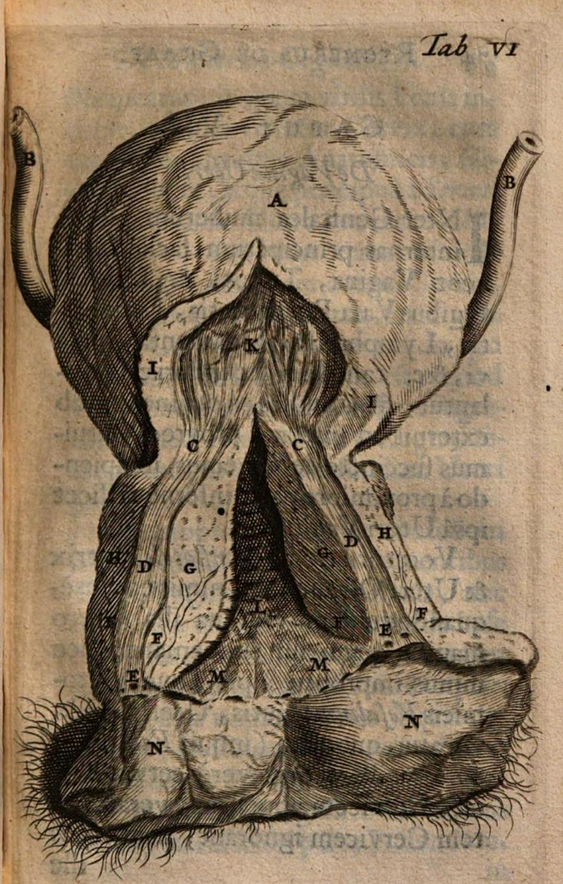
Illustration anatomique N°6. FF : Lacunes du corps glandulaire. GG : La longueur et l'épaisseur de la prostate ou du corps glandulaire.

## Histologie

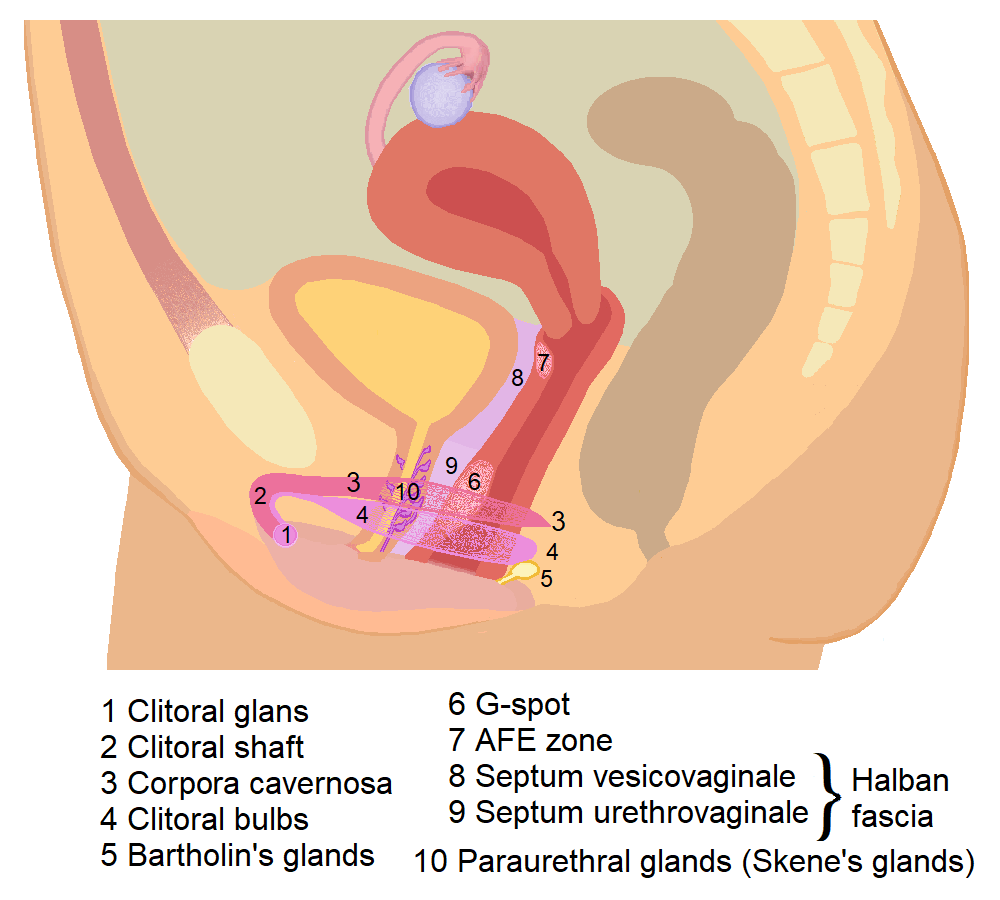

La prostate féminine est composée des mêmes éléments que la prostate masculine : glandes et conduits prostatiques, muscles lisses, fonction neuroendocrinienne.
- Glandes prostatiques : Elles produisent les sécrétions prostatiques et se présentent soit comme des glandes alvéolaires ou tubulo-alvéolaires solitaires, soit dans des conglomérats glandulaires de densité variable. Elles peuvent former les terminaisons des conduits prostatiques féminins ou être localisées directement dans la muqueuse épithéliale de ces conduits.
- Conduits prostatiques : Ils conduisent les sécrétions des glandes prostatiques vers l'urètre et se présentent sous la forme de longues formations tubulaires dont les parois sont constituées d'un épithélium cylindrique pseudostratifié. Un épithélium pavimenteux stratifié a également été observé dans les grands conduits para-urétraux, souvent au niveau de leur ouverture dans l'urètre.
- Fonction neuroendocrinienne : La paroi des conduits prostatiques féminins est richement équipée de cellules neuroendocrines, ce qui indique que ces conduits pourraient être responsables de la majeure partie de la fonction neuroendocrinienne de la prostate féminine (Cf. Zaviačič, p.31). L'auteur de l'étude note cependant que par rapport aux connaissances sur la prostate masculine, celles concernant la prostate féminine en tant que glande neuroendocrine, partie du système neuroendocrinien diffus de la femme, et les connaissances sur les polypeptides hormonaux produits par la prostate féminine restent plutôt insuffisantes.

La prostate féminine est chez la femme située autour de l'urètre, à l'intérieur de sa paroi ("Morphologically incorporated into the wall of the female urethra", Cf. Zaviačič, p.5). Elle se situe soit en partie, soit sur toute la longueur de ce conduit qui relie la vessie au méat urinaire (le méat urinaire est situé entre le clitoris et l'entrée du vagin).

## Physiologie
La prostate féminine secrète au moment de la stimulation sexuelle ou de l'orgasme, un liquide dont l'aspect et la quantité varient d'une femme à l'autre, d'un rapport à l'autre ou d'un orgasme à l'autre et qui s'écoule par l'urètre mais ne provient pas de la vessie.
« Comme pour l'homme, la prostate féminine évacue son contenu par l'urètre par un mécanisme de sécrétion continue ou lors d'expulsions urétrales (Milan Zaviačič et al. 1988b, c). Chez l'homme comme chez la femme, l'urètre représente le passage commun à l'urine et aux sécrétions prostatiques. » Cf. Zaviačič, p.30
Le phénomène d'expulsion urétrale est également appelé éjaculation féminine.
Lors de l'orgasme, les glandes para-urétrales peuvent produire de manière réflexe une quantité plus ou moins grande d'un liquide translucide dont la composition est proche du liquide séminal masculin. Ce liquide est donc différent de l'urine ou des autres sécrétions émises par le vagin ou la vulve, telles les sécrétions lubrifiantes des glandes vestibulaires majeures.
Chez certaines femmes, l'émission de liquide passerait inaperçue lors des rapports sexuels au vu de la faible quantité produite, plus de cinq fois moins importante que le sperme. Le liquide dit "fontaine" étant encore autre chose puisque provenant de la vessie et composé d'urée, de créatine et d'acide urique, qui sont les composants de l'urine.
L'importance des glandes para-urétrales, selon qu'elles seraient peu ou très développées, ou encore selon qu'elles se gorgeraient plus ou moins de liquide, pourrait avoir un rapport avec les différences physiologiques d'accès à l'orgasme chez certaines femmes[réf. souhaitée].
Le rôle du liquide émis est encore méconnu. Il est expulsé vers l'extérieur du corps et il est probable que ces glandes n'ont aucune fonction particulière chez la femme.